# Kim Mourmans
Kim Mourmans est une joueuse de football néerlandaise née le 1er avril 1995. 

## Biographie
Après trois années au Standard de Liège, elle est retournée aux Pays-Bas, au PSV Vrouwen. Puis, trois années après, a été transférée à l'Ajax Amsterdam.

## Palmarès
- Vainqueur du Championnat d'Europe U19 (1) : 2014
- Championnat de Belgique (3) : 2013 - 2014 - 2015
- Championnat de Belgique et des Pays-Bas (1) : 2015
- Championnat de Belgique D2 (1) : 2013
- Vainqueur de la Coupe de Belgique (1) : 2014
- Finaliste de la Coupe des Pays-Bas (2) : 2017 - 2018
- Vainqueur de la Supercoupe de Belgique (1) : 2012
- Vainqueur de la BeNe SuperCup (1) : 2012

### Bilan
9 titres

## Statistiques

### Ligue des Champions
- 2013-2014: 1 match
- 2014-2015: 2 matchs